# Друг или враг
«Друг или враг» (англ. Friend or Foe) — 81-я серия американского мультсериала «Губка Боб Квадратные Штаны». Данный эпизод был создан в 2006 году и показан 13 апреля 2007 года на телеканале «Nickelodeon» в США.

## Сюжет
Пират Пэтчи и попугай Потти устраиваются на работу в ресторан «The Poop Deck», надеясь стать такими же, как Губка Боб. Получив заказ от своего босса, Пэтчи демонстрирует Потти свои новые творения — бургеры «Затерянное сокровище», «Спрыгнуть за борт» и «Пэтчи-бургер»; однако Потти лишь высмеивает их, и, чувствуя, что последний никогда не поддерживает его, Пэтчи прекращает их дружбу и убегает. На фоне произошедшего Пэтчи сравнивает свою ситуацию с мистером Крабсом и Планктоном, начиная основной сюжет серии…
После очередного нападения Планктона на «Красти Краб» в попытке украсть формулу крабсбургера Губка Боб спрашивает мистера Крабса, почему он так сильно ненавидит их. Мистер Крабс рассказывает свою версию этой истории в серии воспоминаний: мистер Крабс и Планктон были лучшими друзьями с самого рождения, всё делали вместе, оба были изгоями. Планктон считался ботаником из-за своего интеллекта, а мистер Крабс (по иронии судьбы) был чрезвычайно беден и становился жертвой насмешек социальных предрассудков со стороны определённого круга людей. Рассказывается и о знакомстве мистера Крабса с деньгами, когда он находит пенни в парке аттракционов, которые он тратит на воздушный шар для Планктона. Немного позже они получают достаточно денег, чтобы купить бургер в небольшом ресторане «Вонючий Бургер», который, несмотря на ужасную еду и нахождение буквально на свалке, был очень популярен среди местных детей, включая одноклассников Крабса и Планктона, потому что это было единственным местом в городе, где можно купить бургер. Однако мистер Вонючка, владелец ресторана, отказывается обслуживать их, говоря, что такие, как они, вредны для его бизнеса, и говорит им «ждать позади» здания, где в очередной раз накричал на них. Там они становятся свидетелями того, как Вонючка «уходит на пенсию» на целый день, заработав миллионы долларов. После этого мистер Крабс и Планктон решают сами заняться ресторанным бизнесом и создать свой собственный бургер, чтобы люди, наконец, зауважали их.
Тем временем, Пэтчи начинает сожалеть о разрыве своей дружбы с Потти и плачет над фотографией того времени, когда они впервые встретились. Затем появляется Потти, и Пэтчи думает, что он пришёл извиниться, но вместо этого он говорит ему вернуться к работе. Пэтчи начинает протестовать против этого, пока не замечает, что у Потти есть значок помощника менеджера. Пэтчи считает, что это несправедливо, и настаивает на том, что его кулинария великолепна; но после того, как Пэтчи всё-таки понимает, что его еда ужасна, Потти говорит ему, что ему нужно попрактиковаться в своих кулинарных навыках. После нескольких тренировок Пэтчи делает свой первый бургер. Он пробует его и понимает, что он также отвратителен на вкус, и заставляет его «прыгнуть за борт» (другими словами, выбрасывает его в мусор). Пэтчи пожимает плечами и говорит, что первый крабсбургер Губки Боба, вероятно, тоже был плох. Однако Потти доказывает, что он ошибается, показывая клип с малышом Губкой Бобом, делающим свой первый бургер идеальным с первой попытки. Затем Потти начинает ругать Пэтчи за антисанитарную обстановку, например, за то, что он хранит фарш в старом сапоге, держит крыс на кухне, не моет руки после туалета и не носит сетку для волос. Пресытившись критикой Потти, Пэтчи начинает кидаться в него котлетами, промахиваясь каждый раз, одна из которых попадает в лицо хозяина ресторана, мистера Пирата. Затем Пэтчи говорит зрителям, чтобы они досмотрели оставшуюся часть серии «Губки Боба», пока он наблюдает, как «Потти увольняют», а мистер Пират настойчиво кричит, чтобы Пэтчи вошёл в его кабинет.
Вскоре, когда Крабсу и Планктону удаётся создать свой собственный бургер, они узнают, что Вонючку арестовали, а его заведение закрыл местный департамент здравоохранения за многочисленные нарушения этических норм и санитарного кодекса, после чего появляется первый ресторан героев с бургерами, которые дети теперь вынуждены есть (несмотря на то, что они ещё хуже, чем у Вонючки). Видя это, Планктон говорит, что сейчас они управляют желудками детей и скоро будут управлять их мозгами. Юджин утверждает, что речь должна идти об интересах клиентов, а не об управлении миром. После этого они вступают в спор за рецепт бургера, в ходе которого Крабс выбрасывается на помойку, крича Планктону, что однажды он пожалеет об этом. После данного рассказа вмешивается Планктон, не соглашаясь с историей мистера Крабса, и рассказывает Губке Бобу свою собственную версию. Его история такая же, как у Крабса, за исключением того, что их роли во время драки в конце меняются местами и Крабс хочет управлять деньгами детей. Планктон и мистер Крабс начинают спорить об этой истории, пока в ресторан не приходит Карен и не рассказывает настоящую историю, так как она была камерой наблюдения, установленной Планктоном в то время и записавшей всё: в ресторане изначально не было посетителей, и старик Дженкинс, пожилой житель и старый друг семьи Крабса, первым попробовал один из их бургеров. Откусив кусочек, он улыбается, но после падает на землю, и появляется газета, в которой говорится, что он отравился бургером. Крабс и Планктон сердятся и обвиняют друг друга в том, что они испортили бургер. Они начинают бороться за рецепт, в конце концов разрывая его на две части. Их дружба закончилась тем, что Планктон пригрозил Юджину выведением из ресторанного бизнеса. Однако после того, как Планктон резко захлопнул дверь, ломается полка с различными ингредиентами, вываливая их в котёл с фаршем, тем самым создавая рецепт крабсбургера, который остался у Крабса. Двоица идёт разными путями, пытаясь открыть своё собственное заведение. В итоге крабсбургеры мистера Крабса становятся успешными, в то время как чамбургеры Планктона — ужасными, заставляя его поклясться украсть формулу. Выслушав эту историю, Планктон и мистер Крабс начинают мириться и извиняться, пока Планктон не достаёт формулу из кармана Крабса. Затем Губка Боб и мистер Крабс начинают гоняться за Карен и Планктоном по кругу.
После завершения основного сюжета Пэтчи говорит, что он «взял некоторое время отпуска», чтобы наверстать упущенное в чтении. Однако Потти говорит, что на самом деле Пэтчи уволили, который в ответ сказал, что Потти также уволили, что тоже верно (хотя при этом Потти получил золотой парашют). Пэтчи считает, что его не смогут заменить, но Потти говорит, что они уже сделали это. Когда Пэтчи узнаёт, что его заменила горилла, он высмеивает это, называя её «вонючей, волосатой и грязной», на что горилла яростно реагирует, бросая в Пэтчи котлеты и прочую еду. Рассказчик на фоне этого говорит зрителям, что если мечтать, то это обязательно сбудется — если, конечно, вы не Пэтчи или не повторили его судьбу.

## Роли
- Том Кенни — Губка Боб, пират Пэтчи, рассказчик, ребёнок № 2, ребёнок № 5, Пэтчи-бургер
- Билл Фагербакки — мистер Пират
- Роджер Бампасс — Сквидвард
- Клэнси Браун — мистер Крабс
- Мистер Лоуренс — Планктон, ребёнок № 4, ребёнок № 6
- Ди Брэдли Бейкер — Билли, старик Дженкинс, посетитель, ребёнок № 3
- Джилл Тэлли — Карен, девочка № 1, посетительница ресторана
- Сирена Ирвин — Бетси Крабс, девочка № 2
- Томас Уилсон — Вонючка
- Пол Тиббит — попугай Потти, горилла

### Роли дублировали
- Сергей Балабанов — Губка Боб
- Юрий Маляров — попугай Потти, Вонючка
- Иван Агапов — Сквидвард, пират Пэтчи, Билли (часть серии), старик Дженкинс, посетитель, ребёнок № 4, ребёнок № 6
- Александр Хотченков — мистер Крабс, Пэтчи-бургер
- Юрий Меншагин — Планктон, рассказчик, ребёнок № 2 (часть серии), ребёнок № 3
- Лариса Некипелова — Карен, Бетси Крабс, Билли (часть серии), девочка № 1, девочка № 2, ребёнок № 2 (часть серии), ребёнок № 5

## Производство
Спецвыпуск «Друг или враг» был написан Кейси Александром, Зеусом Цервасом, Майком Митчеллом, Стивеном Бэнксом и Тимом Хиллом; Алан Смарт и Том Ясуми взяли роли анимационных режиссёров. Впервые данная серия была показана 13 апреля 2007 года в США на телеканале «Nickelodeon».
Том Ашейм, исполнительный вице-президент и генеральный директор «Nickelodeon Television», сказал: «Мы всегда ищем новые способы рассказывать истории и выходить за рамки традиционных платформ представления их нашей аудитории. „Друг или враг“ представляет собой великую предысторию давней вражды между мистером Крабсом и Планктоном, и мы предлагаем детям интерактивную возможность принять участие в истории и энергичном соревновании и болеть за одного или другого».
Данный эпизод был выпущен на одноимённом DVD-диске 17 апреля 2007 года, на котором помимо этого и шести дополнительных следующих серий пятого сезона имеются оригинальная раскадровка для «Друга или врага» и специальная фотогалерея Планктона и мистера Крабса в качестве бонусов. Он также был выпущен на DVD «SpongeBob SquarePants: Season 5, Vol. 1» 4 сентября 2007 года. 22 сентября 2009 года спецвыпуск вошёл в состав серий DVD «SpongeBob SquarePants: The First 100 Episodes DVD», в состав которого входят все эпизоды с первого по пятый сезоны мультсериала.

## Отзывы критиков
Спецвыпуск «Друг или враг» получил в основном положительные отзывы. Пол Мэвис из «DVD Talk» положительно отнёсся к этому эпизоду, особенно к сценам игрового кино, написав: «Пэтчи и Потти всегда смешны, поэтому очень приятно видеть, как они бросают котлеты в честь своего кумира Губки Боба. Особенно мне понравилась горилла в конце, кидающая котлеты в Пэтчи („Прямо по попе!“)». Мэвис также похвалил этот эпизод, назвав его «блестящим», потому что «Крабс и Планктон — достаточно сильные персонажи со своей собственной мифологией, чтобы они могли поддерживать свой собственный эпизод только с помощью камео Губки Боба». Дэвид Паккард из «DVD Verdict» сказал, что сцены игрового кино «добавляют глупости». Он также сказал: «Это хорошая перемена в темпе, чтобы увидеть Планктона и Крабса в качестве друзей до вражды и выяснить, что привело к окончательной гибели их дружбы». Лесли Эшлиман из «Yahoo! Voices» отрицательно отнеслась к эпизоду, сказав: «„Друг или враг“ показался мне обычным эпизодом, который на самом деле не имел никаких причин быть раскрученным в качестве спецвыпуска».